# Ricardo Gutiérrez Abascal
Ricardo Gutiérrez Abascal (Bilbao, 1883-Ciudad de México, 1963), conocido por el seudónimo de Juan de la Encina, fue un crítico de arte, historiador y museólogo español.

## Biografía
Nació en Bilbao y se educó en Alemania. Comenzó su actividad periodística en su ciudad natal, colaborando en la revista Hermes y, luego, como miembro organizador de la exposición internacional de pintura y arquitectura de 1919, comprando obras para el Museo de Bellas Artes de Bilbao.
Como crítico de arte, colaboró con asiduidad en diarios como La Voz (hasta 1931) y, posteriormente, en El Sol. La Biblioteca Nacional y el Centro de Arte Reina Sofía conservan una valiosa correspondencia entre "Juan de la Encina" y contertulios como el crítico Eugenio d'Ors, el filósofo Ortega y Gasset, o los también escritores y periodistas Azorín y Ramón Gómez de la Serna. En 1922 se casó con Pilar de Zubiaurre, intelectual vasca y escritora, hermana de los pintores Valentín y Ramón de Zubiaurre.
En 1931 fue nombrado director del Museo de Arte Moderno de Madrid, periodo durante el cual, la errante institución adquirió obras de Benjamín Palencia, José Gutiérrez Solana, Juan de Echevarría, Anglada Camarasa, Gregorio Prieto, Josep Clará, Francisco Iturrino, Pablo Gargallo, Darío de Regoyos, Ángel Ferrant, Alberto Sánchez e Ignacio Zuloaga, entre otros.
Gutiérrez Abascal fue uno de los cofundadores, el 11 de febrero de 1933, de la Asociación de Amigos de la Unión Soviética, junto a una larga lista de artistas e intelectuales tan dispares como Gregorio Marañón, Concha Espina, Federico García Lorca, Ramón del Valle-Inclán o Antonio Machado. 
Se exilió en México en 1939 donde desarrolló una intensa y amplia actividad docente como profesor de la Escuela de Artes Plásticas, La Casa de España en México, en El Colegio de México y catedrático de Historia del Arte en la Universidad Nacional Autónoma (UNAM). Murió en 1963, en la Ciudad de México.
En 1938, recibió en Barcelona invitación del gobierno de México para trasladarse a dicho país, al que llegó en octubre de dicho año. Se integró a La Casa de España en México y a partir de 1939 ofreció diversos cursos y conferencias, en el Paraninfo de la Universidad Nacional dictó una serie de conferencias sobre "Goya: su mundo histórico y poético" y en la Escuela de Artes Plásticas, un curso sobre Historia de la pintura del siglo XIX. En la Universidad de Michoacán, en Morelia, ofreció un cursillo sobre pintura moderna. En 1940 en la misma Escuela de Artes Plásticas ofreció dos cursos sobre Teorías e Historia de la pintura del siglo XVIII al XX. Por encargo de El Colegio de México, ofreció varios cursos en la Facultad de Filosofía y Letras de la UNAM sobre teoría de los estilos, historia del arte en los siglos XVIII y XIX e historia del arte del Renacimiento. Ofreció otros cursos breves en la Universidad de Guanajuato y la Universidad de Guadalajara.

## Selección de obras
- Nemesio Mogrobejo (1910).
- El arte de Ignacio Zuloaga (1916).
- La trama del arte vasco (1919).
- Los Maestros del Arte Moderno (1920).
- Julio Antonio (1920).
- Guiard y Regoyos (1921).
- Crítica al margen (1924).
- Victorio Macho (1926).
- Goya en zig-zag (1928).
- El mundo histórico y poético de Goya (1939).
- La nueva plástica (1940)
- El paisajista José María Velasco (1943).
- Domenico Greco (1944).
- Velázquez : pintor del Rey Nuestro Señor (1944).
- Historia de la pintura en Occidente, 6 vols. (1945-).
- Retablo de la Pintura Moderna (1953).
- Van Gogh. Historia de un alma en pena (1961).